# Dosukoi! 謙虛而大膽 / 愛吃拉麵的小泉同學之歌 / 小心又小心（認真Ver.）
《Dosukoi! 謙虛而大膽 / 愛吃拉麵的小泉同學之歌 / 小心又小心 (認真Ver.)》（ドスコイ! ケンキョにダイタン / ラーメン大好き小泉さんの唄 / 念には念 (念入りVer.)）是日本女子偶像組合Kobushi Factory的第1张單曲，於2015年9月2日由zetima發售。

## 概要
- 《Dosukoi! 謙虛而大膽 / 愛吃拉麵的小泉同學之歌 / 小心又小心 (認真Ver.)》是Kobushi Factory正式出道的第一張單曲，亦是第一張3A單曲。
- A面曲《愛吃拉麵的小泉同學之歌》是Kobushi Factory第1首翻唱歌曲，翻唱自射亂Q首張專輯「炸裂!へなちょこパンチ」的收錄曲《新・愛吃拉麵的小池先生之歌（日语：新・ラーメン大好き小池さんの唄）》；此曲亦是富士電視台劇集《愛吃拉麵的小泉同學》的主題曲。
- A面曲《小心又小心 (認真Ver.)》是獨立製作單曲《小心又小心》的全新混音版本。
- 此單曲有6個版本，分別有初回生產限定盤A、B、C和通常盤A、B、C。「初回生產限定盤A」收錄了《Dosukoi! 謙虛而大膽》的PV；「初回生產限定盤B」收錄了《愛吃拉麵的小泉同學之歌》的PV；「初回生產限定盤C」收錄了《小心又小心 (認真Ver.)》的PV。
- 2015年9月14日於Oricon公信榜單曲週榜取得第3名。
- 第57屆日本唱片大獎「最優秀新人賞」的獲獎曲（Dosukoi! 謙虛而大膽）。

## 收錄内容

### CD
1. Dosukoi! 謙虛而大膽
（作詞、作曲：星部ショウ / 編曲：菊谷知樹）
2. 愛吃拉麵的小泉同學之歌
（作詞：淳君 / 作曲：射亂Q / 編曲：DANCE☆MAN）
3. 小心又小心 (認真Ver.)
（作詞、作曲：アベショー / 編曲：鈴木俊介）
4. Dosukoi! 謙虛而大膽（Instrumental）
5. 愛吃拉麵的小泉同學之歌（Instrumental）
6. 小心又小心 (認真Ver.)（Instrumental）

### DVD

#### 初回生產限定盤A
1. Dosukoi! 謙虛而大膽（MV）

#### 初回生產限定盤B
1. 愛吃拉麵的小泉同學之歌（MV）

#### 初回生產限定盤C
1. 小心又小心 (認真Ver.)（MV）

## 外部連結
- Kobushi Factory官方網站（页面存档备份，存于）（日語）
- YouTube上的《Dosukoi! 謙虛而大膽》PV
- YouTube上的《愛吃拉麵的小泉同學之歌》PV
- YouTube上的《小心又小心 (認真Ver.)》PV